# Авентин
Авентин (лат. Mons Aventinus, итал. Aventino) је једно од седам брежуљака на којима је саграђен антички Рим. Он је био стратешка тачка за контролу трговине на реци Тибар, а утврђен је око 1000. п. н. е.
За време фашизма, многи посланици опозиције су се склонили на ово брдо после убиства Ђакома Матеотија – тзв. „Авентинска сецесија“. 
Брежуљак је данас елегантни резиденцијални део Рима с богатом архитектуром.